# Maxi Hit–Sensation
Maxi Hit–Sensation – kompilacja niemieckiej piosenkarki C.C. Catch, wydana w 2006 roku przez wytwórnię Edel Records. Składanka składa się z 16 nagrań z okresu współpracy artystki z Dieterem Bohlenem połączonych w jeden megamix (na okładce nazwany jako „Nonstop DJ–Mix”).
Po dwóch latach, w 2008 roku, na rynek niemiecki wydano reedycję kompilacji z podtytułem (Diamond Edition). 

## Lista utworów[3]
| Maxi Hit–Sensation – Nonstop DJ–Mix | Maxi Hit–Sensation – Nonstop DJ–Mix               | Maxi Hit–Sensation – Nonstop DJ–Mix |
| Nr                                  | Tytuł utworu                                      | Długość                             |
| ----------------------------------- | ------------------------------------------------- | ----------------------------------- |
| 1.                                  | „Soul Survivor (Long Version)”                    | 4:58                                |
| 2.                                  | „Midnight Gambler (Long Version)”                 | 4:10                                |
| 3.                                  | „Backseat Of Your Cadillac (Extended Version)”    | 4:33                                |
| 4.                                  | „Good Guys Only Win In Movies (Maxi-Version)”     | 4:38                                |
| 5.                                  | „I Can Lose My Heart Tonight (Maxi-Version)”      | 5:20                                |
| 6.                                  | „Baby I Need Your Love (Extended Mix)”            | 4:19                                |
| 7.                                  | „Are You Man Enough (Long Version Muscle Mix)”    | 5:59                                |
| 8.                                  | „Heaven And Hell (Extended Mix)”                  | 5:05                                |
| 9.                                  | „You Shot A Hole In My Soul (Maxi-Version)”       | 5:10                                |
| 10.                                 | „Heartbreak Hotel (Room 69-Mix)”                  | 4:47                                |
| 11.                                 | „Jump In My Car (Maxi-Version)”                   | 4:09                                |
| 12.                                 | „Nothing But A Heartache (12" Mix)”               | 5:01                                |
| 13.                                 | „One Night’s Not Enough (Maxi-Version)”           | 5:03                                |
| 14.                                 | „Strangers By Night (Maxi-Version)”               | 5:31                                |
| 15.                                 | „’Cause You Are Young (Maxi-Version)”             | 4:36                                |
| 16.                                 | „House Of Mystic Lights (Long Version Dance Mix)” | 4:04                                |
|                                     |                                                   | 1:17:23                             |

## Autorzy[4]
- Muzyka: Dieter Bohlen
- Autor tekstów: Dieter Bohlen
- Śpiew: C.C. Catch